# Колесниченко Трохим Петрович
Трохим Петрович Колесниче́нко (1876, Єлисаветград — 1941, Київ) — український актор театру, драматург, режисер, антрепренер, перекладач.

## Життєпис
Народився у 1876 році у місті Єлисаветграді (нині Кропивницький, Україна). На сцені з 1898 року, працював у трупі Онисима Суслова. Згодом працював у трупах: М. Пономаренка (1902), Василя Захаренка (1904), Дмитра Гайдамаки (1905).
Упродовж 1906–1930 років (з перевами) очолював українські театральні колективи як антрепренер — в 1907–1917 роках об'їздив з своєю трупою міста України з побутовим і єврейським репертуаром. У 1929—1930 роках очоював пересувний Антиалкогольний театр, в репертуарі якого були його власні п'єси «Чад», «Зелений змій». В театрі грали А. Д. Каневський, Федір Лецицький.
Упродовж 1925–1941 років працював в Українському драматичному театрі імені Марії Заньковецької: до 1931 — пересувний, після — в Запоріжжі). Помер у Києві у 1941 році.

## Творчість
Виконав ролі:
- Сава («Сава Чалий» Івана Карпенка-Карого);
- Городничий («Ревізор» Миколи Гоголя);
- Сохрон («Маруся Богуславка» Михайла Старицького);
- Сірко («Про що тирса шелестіла…» Спиридона Черкасенка);
- Мазепа («Мазепа» Юліуша Словацького).

Поставив «На дні» Максима Горького (1907), «Примари» Генріка Ібсена.
Автор кількох п'єс, зокрема «Перевертень», «За волю і правду» (відображає революційні події 1905—1907 років на селі), «Панщина», «Чад», «Новий закон».
Перекладав п'єси мовою їдиш. Автор перекладу українською мовою п'єси М. Валейнеса «Потвора» (Харків, 1931).